# 火星12
火星12 (かせい12、ファソン12、朝鮮語: 화성 12、火星12型とも) は、朝鮮民主主義人民共和国（北朝鮮）が開発した中距離弾道ミサイル (IRBM) である。NATOコードネームはKN-17。

## 発射履歴

### 最初の発射
2017年5月14日、北朝鮮が平安北道亀城 (クソン) から弾道ミサイルを発射し、高度2111km、水平距離787kmを飛行して日本海に着水した。
発射の翌15日の朝鮮中央通信の報道によると、前日に発射された弾道ミサイルは新型の火星12であり、大型・大重量の核弾頭の搭載が可能で、新型のエンジンを使用しており、発射は意図的に高い軌道をとるロフテッド軌道で行われ、大気圏再突入時の弾頭部の誘導性能や起爆システムの正確性が実証されたという。また、発射に立ち会った最高指導者の金正恩が、高度に精密化・多種化した核兵器やミサイルの増産と実験準備を進めるよう命令したという。同日に放送された朝鮮中央テレビの報道番組ではこの発射の様子を放映した。
同月16日、韓国国防部は、この弾道ミサイルは同年4月15日の太陽節の軍事パレードで登場した弾道ミサイルであり、射程5000㎞程度の中距離弾道ミサイルで、信頼性の劣るムスダン (火星10) の液体燃料エンジンに代わって新型の液体燃料エンジンを使用していることを指摘した。また専門家によると、500kgの弾頭を載せた場合の射程は5,000kmであり、射程を犠牲にして攻撃力を重視して1トンの弾頭を載せた場合の射程は3,000kmになるという。主エンジン1基と補助エンジン4基の構成であるが、主エンジン4基の構成にすれば射程は13,000kmまで延びて大陸間弾道ミサイル (ICBM) になるという。
同月19日、アメリカのNBCが、複数の米国政府高官の話を引用する形で北朝鮮が弾頭の大気圏への再突入を成功させたと報じた。

### 2回目の発射
2017年8月29日5時58分（JST)、北朝鮮が首都平壌市郊外の順安（スナン）にある平壌国際空港から弾道ミサイルを東北東に向けて発射し、ミサイルは高度550km、水平距離2,700kmを弾道飛行して襟裳岬の東約1,180km付近の太平洋上に着水した。北朝鮮の弾道ミサイルが日本列島上空を通過するのは、1998年の発射実験（テポドン1号）、2009年の発射実験（銀河2号）、2012年12月の発射実験（銀河3号）、2016年の発射実験（光明星）に続く5回目であった。
日本では発射4分後の6時2分に全国瞬時警報システム（Jアラート）が、北海道、青森県、岩手県、宮城県、秋田県、山形県、福島県、茨城県、栃木県、群馬県、新潟県、長野県の12の道県に発射の警報を送信し、6時14分には弾道ミサイルの通過を送信した。このJアラートの発令を受けてJR北海道は北海道新幹線と在来線を、JR東日本は東北新幹線、上越新幹線、北陸新幹線、山形新幹線、秋田新幹線や管轄する11県の全在来線の運転を一時見合わせ、私鉄各社も一部の列車で運転を見合わせた。北朝鮮の弾道ミサイル発射によるJアラートの作動は、2012年12月と2016年の発射実験で沖縄県に警報を送信して以来3回目であり、沖縄県以外では初のことであった。
翌30日、北朝鮮の国営メディアは米韓合同軍事演習（乙支フリーダムガーディアン）に対抗するために火星12の発射実験を29日に行った事を発表した。

### 3回目の発射
2017年9月15日6時57分（JST)、北朝鮮が平壌市郊外の順安（スナン）地区から弾道ミサイルを発射し、ミサイルは高度800km、水平距離3,700kmを弾道飛行して襟裳岬の東2,200kmの太平洋上に着水した。
北朝鮮の弾道ミサイルが、日本列島上空を通過するのは、同年8月29日の火星12の発射に次いで6回目であった。3,700kmという水平飛行距離は、北朝鮮が銀河2号や銀河3号など、ローンチ・ヴィークルの発射と表明していたもの以外の弾道ミサイルの発射実験としては最長の到達距離であり、北朝鮮から3,400kmの位置にある、米国領グアムを射程に収めるものである。
日本では、Jアラートが同年8月29日の火星12の発射の時と同じ、12道県に発射警報と上空通過警報を送信した。
発射翌日の16日に朝鮮中央通信が、発射に立ち会った最高指導者の金正恩が、核戦力の完成の目標がほぼ終着点に到達したこと、火星12の戦力化が実現したことを表明した事を報じた。

## 火星シリーズ
北朝鮮では、スカッドBは火星5、スカッドCは火星6、ノドンは火星7、ムスダンは火星10、2017年7月に発射された北朝鮮初のICBMは火星14、2017年11月に発射された全米を射程圏とするICBMは火星15と呼ばれている。